# Madani Bouhouche
Madani Bouhouche, född den 14 juni 1952 i Bryssel, död den 22 november 2005, var en före detta belgisk polis (i belgiska gendarmeriet) som 1995 dömdes för ett flertal brott, inklusive två mord.

## Arrestering och rättegång
Madani Bouhouche arresterades första gången i januari 1986 som misstänkt för mordet på Juan Mendez. Han släpptes i november 1988. Efter mordet på en diamanthandlare i Antwerpen 1989 arresterades han igen. Han dömdes 1995 för detta mord och fick ett 20-årigt fängelsestraff. Medbrottslingen Robert Beijer dömdes till 14 år.